# Diatenes chalybescens
Diatenes chalybescens är en fjärilsart som beskrevs av Achille Guenée 1852. Diatenes chalybescens ingår i släktet Diatenes och familjen nattflyn. Inga underarter finns listade i Catalogue of Life.